# The Bear and the Maiden Fair
"The Bear and the Maiden Fair" (em português:  "O Urso e A Bela Donzela") é o sétimo episódio da terceira temporada da série de fantasia medieval Game of Thrones. Ele foi escrito por George R. R. Martin, autor nos romances A Song of Ice and Fire nos quais o programa é baseado, e dirigido por Michelle MacLaren. O episódio foi exibido pela primeira vez nos Estados Unidos em 12 de maio de 2013 pela HBO.
O enredo acompanha a chegada de Daenerys Targaryen a cidade de Yunkai. Em Porto Real, Sansa Stark e Tyrion Lannister sentem as repercussões de seu futuro casamento. E em Harrenhal, Jaime Lannister parte deixando incerto o destino de Brienne de Tarth. 
O episódio foi gravado em locações no Marrocos e Irlanda do Norte; para a cena final, a produção foi para Los Angeles gravar com o urso Pequeno Bart. Os índices de audiência caíram em relação a semana anterior e a resposta da crítica foi levemente positiva.

## Enredo

### Em Porto Real
Sansa Stark é confortada por Margaery Tyrell, que soube sobre seu noivado com Tyrion Lannister. Em outro lugar, Bronn e Tyrion discutem como o casamento irá afetar Shae. Eles se encontram mais tarde, e ela diz que não continuará o relacionamento se ele se casar com Sansa. Na sala do trono, Lorde Tywin Lannister encontra-se com seu neto, o Rei Joffrey Baratheon, e lhe dá algumas lições sobre reinar; Joffrey pergunta sobre os rumores de Daenerys Targaryen e seus dragões, porém Tywin afirma que isso não é uma ameaça. Na Baía da Água Negra, Melisandre revela a Gendry que seu pai era o Rei Robert Baratheon.

### No Norte
Jon Snow e os selvagens continuam a viajar para o sul. Ygritte pára com Jon no meio do caminho para discutir o próximo movimento. Logo depois, Orell fala duramente com Jon e depois conversa com Ygritte, confessando seu amor por ela e tentando convencê-la que Jon ainda é leal a Patrulha da Noite. Em seguida, Jon diz a Ygritte que não há esperanças para a causa dos selvagens, porém ela não se abala.
Theon Greyjoy é libertado de suas amarras por duas jovens mulheres, que lhe dão água para beber e limpam suas feridas. Ele fica apreensivo sobre a ajuda até elas começarem a tirar as roupas. Os três logo são interrompidos pelo seu torturador, que ordena que Theon seja imobilizado para que ele possa remover seus genitais.
Indo para a Muralha, Bran Stark conversa com Jojen Reed enquanto Osha e Hodor levantam o acampamento. Osha continua suspeitando dos Reed, chamando as visões de Jojen de "magia negra". Quando ela fala que precisam chegar na Muralha, Jojen revela que o corvo de três olhos está além da Muralha. Osha se recusa a permitir que eles atravessem a Muralha, contando a história sobre como seu marido foi morto e ressuscitou como um morto-vivo.

### Nas Terras Fluviais
O Rei Robb Stark, seus conselheiros e seu exército são atrasados pela chuva enquanto marcham para as Gêmeas. Sua mãe Catelyn Stark e seu tio Brynden Tully discutem seu desgosto por Lorde Walder Frey, que verá o atraso e a quebra da promessa de Robb como um ato contra sua família. Quando os Tully vão embora, a Rainha Talisa Maegyr revela que está grávida.
No esconderijo da Irmandade Sem Estandartes, Arya briga com Beric Dondarrion e Thoros de Myr sobre eles terem vendido Gendry para Melisandre. Anguy conta sobre uma tropa Lannister ali perto e Beric decide ir atacá-los. Arya chama todos de mentirosos por terem prometido levá-la para Correrrio. Ela foge e é perseguida por vários membros da Irmandade, porém acabando sendo capturada por Sandor "Cão de Caça" Clegane.

### Além do Mar Estreito
Daenerys Targaryen, Sor Jorah Mormont, Sor Barristan Selmy e o exército Imaculado chegam na cidade de Yunkai. Mesmo sabendo que a cidade não tem nenhum valor estratégico, ela diz que tomará a cidade para libertar seus mais de duzentos mil escravos. Ela ordena que Verme Cinzento mande uma mensagem exigindo a rendição de Yunkai ou toda a cidade será saqueada. Grazdan mo Eraz é enviado com termos de paz, que incluem um baú cheio de barras de ouro e quantos navios Daenerys quiser. Ela recusa a oferta, exigindo que os escravos sejam libertados e pagos por seu serviço. Grazdan se recusa e vai embora.

### Em Harrenhal
Sor Jaime Lannister visita Brienne de Tarh em seus aposentos, contando que partirá para Porto Real no dia seguinte e que ela ficará em Harrenhal sob os cuidados de Locke porque Lorde Roose Bolton está indo para as Gêmeas. Antes dele ir embora, Brienne faz Jaime prometer que manterá o juramento que fez a Catelyn Stark e devolver Sansa e Arya. Na estrada, Meistre Qyburn verifica a condição do braço amputado de Jaime enquanto conta como perdeu sua corrente de meistre; ele realizou experimentos em pacientes vivos. Qyburn também conta que Locke não devolverá Brienne para o pai. Jaime convence Walton, o líder do grupo, a voltar para Harrenhal e pegar Brienne. Ao chegarem, eles decobrem que ela está sendo forçada a lutar contra um urso apenas com uma espada de madeira. Jaime tenta, sem sucesso, trocar Brienne, então pula no fosso para protegê-la. Walton atira no urso com uma besta, porém o animal continua atacando. Jaime consegue tirar Brienne do fosso e logo em seguida também escapa. Locke, confrontado por Walton e seus homens, que juraram proteger Jaime, deixa que Brienne vá com eles.

## Produção

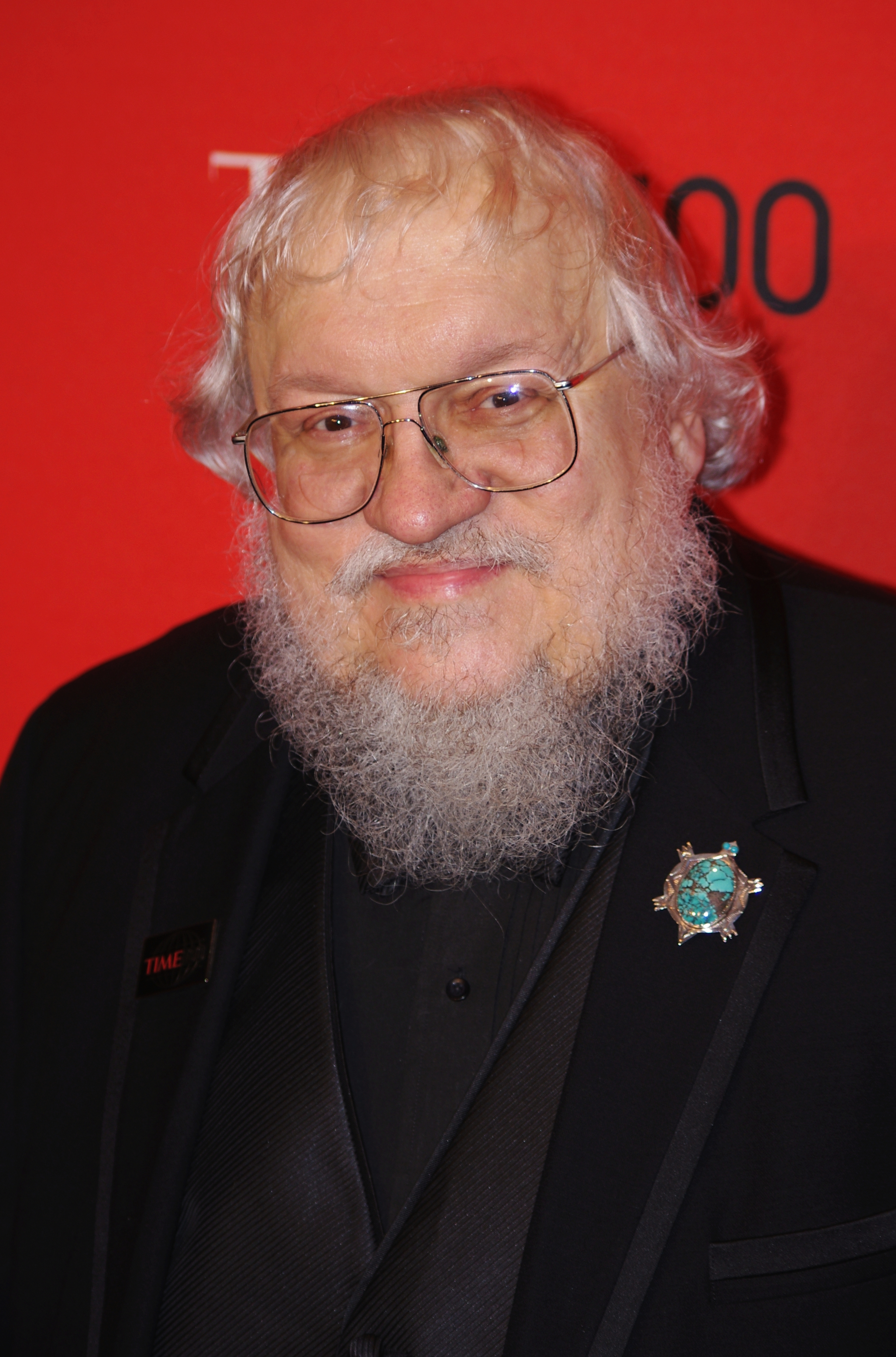
George R. R. Martin escreveu o roteiro deste episódio.

### Roteiro
O episódio foi escrito por George R. R. Martin, autor dos romances A Song of Ice and Fire em que a série é baseada. Para "The Bear and the Maiden Fair", os capítulos adaptados foram os de número 42 a 46 (o início de Jon V, Catelyn V, parte de Daenerys IV, Arya VIII e Jaime VI) do livro A Storm of Swords.
Em algumas cenas, Martin teve de levar em conta as mudanças que a série fez em relação aos seus enredos e personagens originais. Jeyne Westerling, a contraparte de Talisa Maegyr nos livros, fica em Correrrio enquanto Robb Stark vai para as Gêmeas para o casamento de Edmure Tully; também nunca é confirmado que Jeyne está grávida de um filho de Robb, ao contrário de Talisa. Além disso, Sansa Stark nunca conversa com Margaery Tyrell sobre seu casamento com Tyrion Lannister. Dentre as cenas escritas especificamente para "The Bear and the Maiden Fair" estão as conversas entre Melisandre e Gendry, Tyrion e Bronn, Tywin e Joffrey, Ygritte e Orell e toda a história de Theon.
Martin originalmente chamou o episódio de "Autumn Storms", pois deveria chover durante várias cenas. Ele mais tarde mudou para "Chains" quando as chuvas foram cortadas de seu roteiro durante a pré-produção, afirmando que o novo título funcionava tanto em nível literal quando no metafórico. Entretanto, pouco depois, a cena final com Brienne e o Urso, originalmente escrita pelos produtores David Benioff e D. B. Weiss para o episódio seguinte, foi incorporada e o episódio acabou recebendo seu título final.

### Filmagens

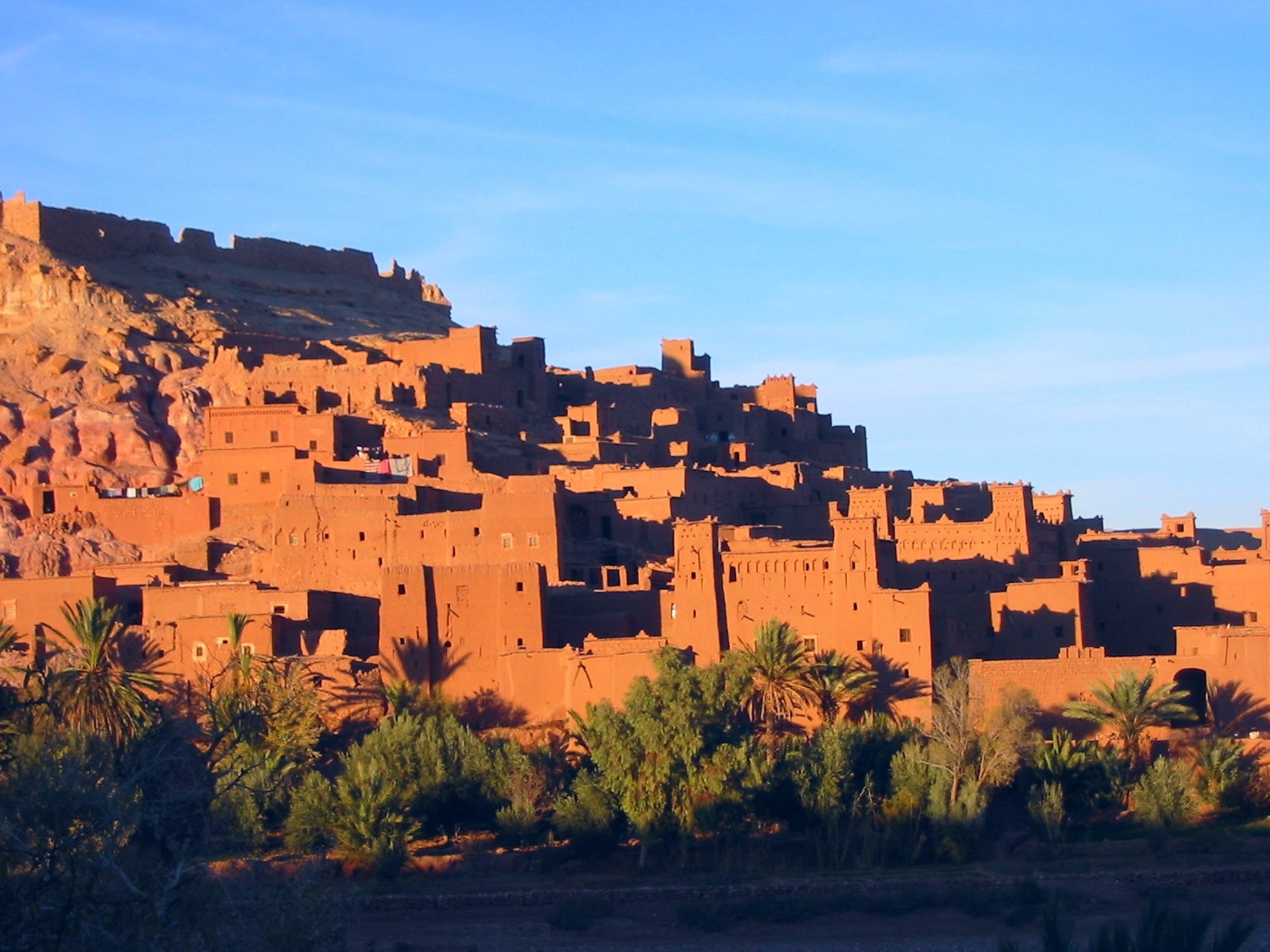
A cidade de Yunkai foi baseada em Aït-Ben-Haddou.

A produção de Game of Thrones continuou a usar o Marrocos para representar a Baía dos Escravos. Apesar da cidade costal de Essaouira ter sido usada como Astapor, este episódio escolheu Aït-Ben-Haddou, perto de Ouarzazate, como Yunkai. O acampamento de Daenerys foi construído ali perto, numa área chamada Little Barrage.
As cenas de Jon Snow e os selvagens foram gravadas nas florestas perto de Toome, Condado de Antrim, Irlanda do Norte. As cenas na Irlanda do Norte foram feitas seis semanas antes da produção ir para a Islândia filmar várias cenas de episódios anteriores.

Para o papel do urso em Harrenhal, os produtores escolheram usar o urso-de-kodiak de 2,7 m de altura chamado Pequeno Bart, nascido em 2000 e treinado por Doug e Lynne Seus (os mesmos treinadores do mais conhecido Bart, o Urso). Por causa das restrições legais e as dificuldades de transportar animais grandes, as cenas com o urso foram filmadas nos Estados Unidos. O fosso foi construído em um estúdio em Los Angeles e os atores viajaram para lá depois de terminarem todas as suas cenas na Irlanda do Norte. Apesar de ter sido usado em apenas uma cena, os Estados Unidos se transformou no quinto país usado nas filmagens de Game of Thrones (junto com a Irlanda do Norte, Croácia, Marrocos e Islândia).

## Repercussão

### Audiência
"The Bear and the Maiden Fair" foi exibido pela primeira vez nos Estados Unidos em 12 de maio de 2013 pela HBO, atraindo um total de 4.84 milhões de telespectadores. Em sua primeira reprise, ainda na mesma noite, ele foi assistido por 1.12 milhões de pessoas, chegando a um total de 5.96 milhões. Esse números representam uma queda de 0.67 milhões de espectadores em relação a "The Climb", o episódio anterior, também encerrando quatro semanas de aumentos consecutivos na audiência.

### Crítica
A recepção da crítica foi geralmente favorável, apesar da maioria dos críticos concordarem que "The Bear and the Maiden Fair" não estava entre os melhores episódios da temporada nem daqueles escritos por Martin. A qualidade dos diálogos e as caracterizações foram elogiadas por David Sims da The A.V. Club, achando que as interações pareciam mais naturais. Elio Garcia do site Westeros.org afirmou que os personagens mostravam uma versões mais ricas deles mesmos.

"'The Bear and the Maiden Fair' é mais um episódio de movimentação de peças, levando os personagens do Ponto A ao Ponto B tanto no mapa (os selvagens marchando em direção de Castelo Negro, Melisandre e Gendry velejando de volta para Pedra do Dragão) quanto em suas jornadas emocionais (Sansa e Tyrion lutando para fazerem a paz com seu noivado). É um dos mais completos de seu tipo, tocando em todos os enredos que a temporada iniciou. E por ser dirigido por Michelle MacLaren [...] e escrito pelo próprio George R. R. Martin, é um episódio de movimentação de peças tão bom (e visualmente bonito) quanto você vai conseguir."

— Alan Sepinwall
Muitos críticos salientaram a falta de foco do episódio como sua principal falha, apesar de concordarem que a história precisava ser preparada para a parte final da temporada. Para a The A.V. Club, Todd VanDerWerff escreveu, "uma hora um pouco desconexa, cheio de personagens movendo-se para o lugar do que acontencerá em seguida [...] mesmo assim ele realiza aquilo que se propõe a fazer". De acordo com Myles McNutt da Cultural Learnings, o episódio "nunca evolui para uma hora particularmente excitante de televisão, com conteúdo suficiente para esboçar as fronteiras das linhas de história da temporada em preparação para o clímax iminente".
A cena final foi bem recebida. Matt Fowler da IGN chamou de "um momento espetacular", Sepinwall de "maravilhosamente encenada e executada" e Sims achou que era "televisão tensa e emocionante". Em contraste, a cena da tortura de Theon Greyjoy foi unanimimente criticada por ser considerada uma exposição gratuita de violência e nudez, e pela repetição desta linha de história durante toda a temporada. James Poniewozik da revista TIME a considerou "implacável e repetitiva". Sepinwall declarou que ele não tinha mais necessidade de "testemunhar mais da Paixão de Theon Greyjoy", e Sims afirmou que ela era "chata e confusa de assistir". VanDerWerff concluiu: "Sequências sem fim de tortura não fazem uma ficção excitante, e é mais ou menos o que está acontecendo aqui".